# Cultura Belén

Llocs de la cultura Belén a la vall de l'Hualfín, província de Catamarca.

La Cultura Belén es va desenvolupar en els departaments Belén i Tinogasta de la província argentina de Catamarca, al llarg del riu Hualfín. El seu desenvolupament es produeix entre l'any 1000 i el 1450 a les valls d'Abaucán i Hualfín, on estava el seu centre principal, i en el bolson de Pipanaco.
Se situa dins de les cultures del període agroterrisser tardà caracteritzant la seva producció terrissera per les seves figures de serps, nyandús i gripaus amb cossos reticulats o amb creu. Es van destacar en la seva terrisseria, fabricant urnes amb la base en forma de con truncat invertit i un coll cilíndric amb dues nanses. Enterraven els cadàvers en grans urnes cobertes amb teles.
Van utilitzar el bronze per fer destrals i altres articles. Els habitatges eren grans recintes rectangulars d'amples murs.
Aquesta cultura constituirà més tard el nucli central del poble diaguita.